# Rhesala punctisigna
Rhesala punctisigna là một loài bướm đêm trong họ Noctuidae.